# Giorgio
Giorgio  è un nome proprio di persona italiano maschile.

## Varianti
- Maschili: Georgio[5], Iorio
  - Alterati: Giorgione, Giorgino[1], Giorgetto
  - Ipocoristici: Gino[1]
  - Composti: Piergiorgio
- Femminili: Giorgia[2][4]

### Varianti in altre lingue
- Albanese: Gjergj[1], Gjergji[3]
- Arabo: ﺟﺮﺟﺲ (Girgis)
- Armeno: Գեւորգ (Gevorg, Kevork)[1][3]
- Asturiano: Xurde[6]
- Basco: Gorka[1][3][6], Jurgi[6]
- Bretone: Jorj[3]
- Bulgaro: Георги (Georgi)[1]
- Catalano: Jordi[1][3][6]
- Ceco: Jiří[1][3]
- Cornico: Jory[1]
- Croato: Juraj[1], Jure[1], Juro[1], Đuro[1], Đurađ[1]
  - Alterati: Jurica[1]
- Danese: Jørgen[1][3], Georg[1]
  - Ipocoristici: Jørg[1], Jørn[1]
- Esperanto: Georgo[1]
- Estone: Georg[1][3]
- Finlandese: Yrjö[1][3], Yrjänä[1], Jyri[1], Jyrki[1]
- Francese: Georges[1][3]
- Frisone: Joris[1]
- Friulano: Zorç[7]
- Galiziano: Xurxo[1][6]
- Gallese: Siôr[1][3], Siors[1], Siorus[1]
- Georgiano: გიორგი (Giorgi)[1]
- Greco antico: Γεώργιος (Geôrgios)[1]
- Greco moderno: Γεώργιος (Geōrgios)[1], Γιώργος (Yiorgos, Yorgos, Giôrgos)[1]
- Hawaiano: Keoki[3]
- Hindī: Geevarghese[1]
  - Ipocoristici: Varghese[1]
- Inglese: George[1][8]
  - Alterati: Georgie[1][3], Georgy[3], Geordie[1][3], Geordi[3]
- Irlandese: Seoirse[1][3]
- Latino: Georgius[1][2][4][8]
- Lettone: Georgijs[1], Georgs[1]
- Ligure: Zòrzo[9]
  - Ipocoristici: Zorzin
- Lituano: Jurgis[1][3]
- Maltese: Ġorġ[3]
- Norvegese: Jørgen[1][3], Gøran[1][3], Ørjan[1], Georg[1][3]
  - Ipocoristici: Jørg[1], Jørn[1]
- Olandese: Jurgen[1][3], Joris[1][3], Jurriaan[1], Juris[1], Sjors[1][3]
- Polacco: Jerzy[1][3]
  - Alterati: Jurek[1], Jerzyk[10], Jureczek[11][12], Juruś[13]
- Portoghese: Jorge[1][3]
  - Alterati: Jorginho[1]
- Rumeno: Gheorghe[1][3], George[1]
- Russo: Георгий (Georgij)[1][3], Егор (Egor), Юрий (Jurij)[1][3]
- Scandinavo medievale: Yrian[1]
- Scozzese: Deòrsa[1][3], Seòrsa[3], Seòras[1]
- Serbo: Ђорђе (Đorđe)[1][3], Ђурађ (Đurađ)[1]
- Slovacco: Juraj[1]
- Sloveno: Jurij[1], Jure[1]
  - Alterati: Jurica[1]
- Spagnolo: Jorge[1][3][6]
- Svedese: Jörgen[1][3], Göran[1][3], Jöran[1], Örjan[1], Georg[1]
- Tedesco: Georg[1][3], Jörg[1][3], Jürgen[1][3]
- Tedesco medio: Jurian[1]
- Ucraino: Юрій (Jurij)[1]
- Ungherese: György[1][3]
  - Alterati: Gyuri[1]
- Veneto: Zorzo, Zorzi[14]

## Origine e diffusione

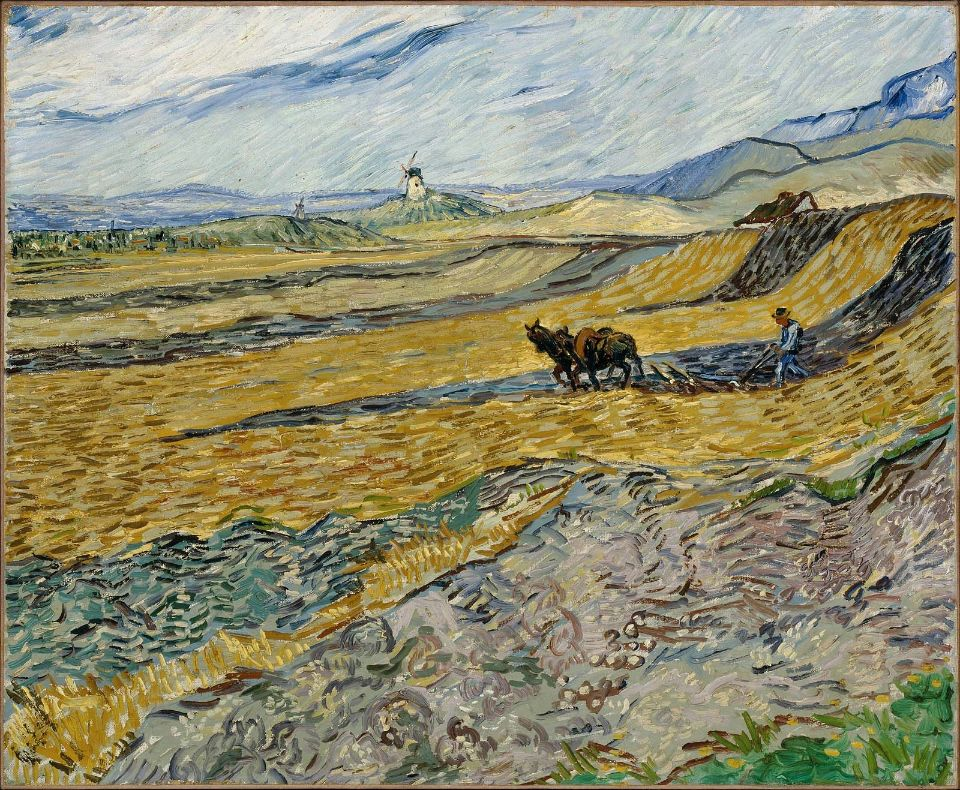
Un contadino in un dipinto di Vincent van Gogh

Continua il nome latino imperiale Georgius, ripreso dal bizantino Georgios e dal greco antico Γεώργιος (Geṓrgios); è composto dai termini γῆ (gê, "terra") e ἔργον (érgon, "lavoro") e vuol dire letteralmente "contadino", "agricoltore", "lavoratore della terra". Lo stesso significato è condiviso con i nomi Agricola, Ortensia e Ortolano.
Sostenuto dal culto verso san Giorgio, il nome ebbe inizialmente più fortuna nella cristianità orientale, dove era più radicata la devozione verso tale santo; la sua diffusione nell'Europa occidentale si ebbe con le crociate, allorché le storie del santo vi giunsero tramite i crociati e il santo venne eletto patrono dei regni di Portogallo, Catalogna, Aragona e Inghilterra. In quest'ultimo, però, l'uso vero e proprio cominciò nel XVIII secolo, quando Giorgio I salì al trono. Successivamente, in generale fu anche la fama di svariati sovrani europei e, infine, il successo dell'opera di Verdi La traviata, in cui il padre del protagonista si chiama Giorgio, ad aiutare la diffusione del nome.

## Onomastico

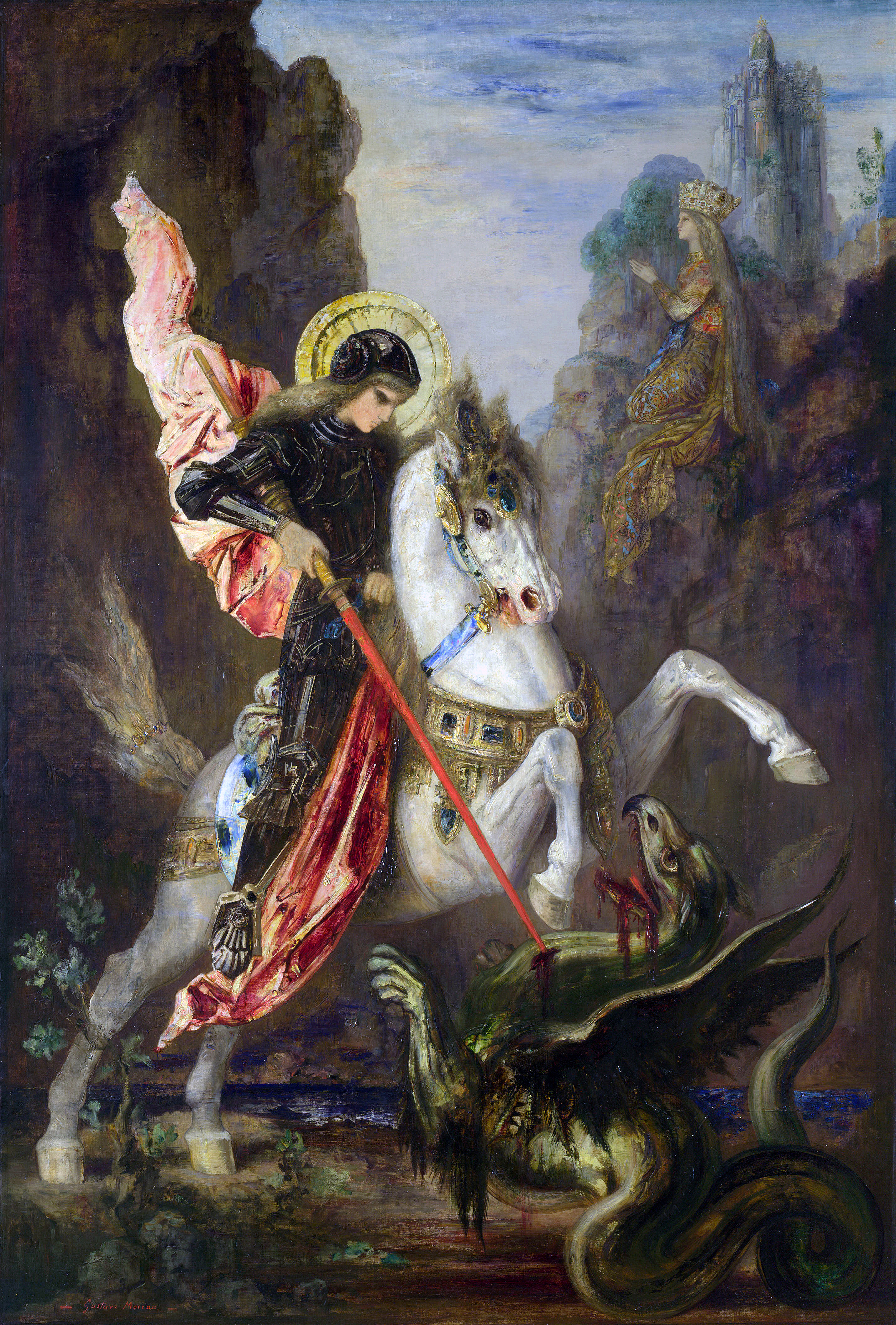
San Giorgio e il drago, di Gustave Moreau

L'onomastico si festeggia in genere il 23 aprile in memoria del già citato san Giorgio, un soldato romano cristiano martire a Lidda sotto Diocleziano, al quale è attribuita, da una leggenda più tarda, l'uccisione di un drago. Si ricordano anche altri santi e beati con questo nome; tra questi si possono citare, commemorati alle date seguenti:
- 8 gennaio, san Giorgio il Chozibita, eremita nel monastero di Koziba (Wadi Qelt, Palestina)[15]
- 7 aprile, san Giorgio, arcivescovo di Mitilene[15]
- 19 aprile, san Giorgio, arcivescovo di Antiochia di Pisidia[15]
- 23 aprile, san Giorgio, vescovo di Suelli[15]
- 26 luglio, san Giorgio Preca, sacerdote, fondatore della Società della dottrina cristiana e primo santo maltese[15]
- 17 agosto, san Giorgio Pellegrino, laico, commemorato dalla Chiesa ortodossa rumena[16]
- 20 agosto, beato Georg Häfner, sacerdote e martire a Dachau[15]
- 2 novembre, san Giorgio, vescovo di Vienne

## Persone

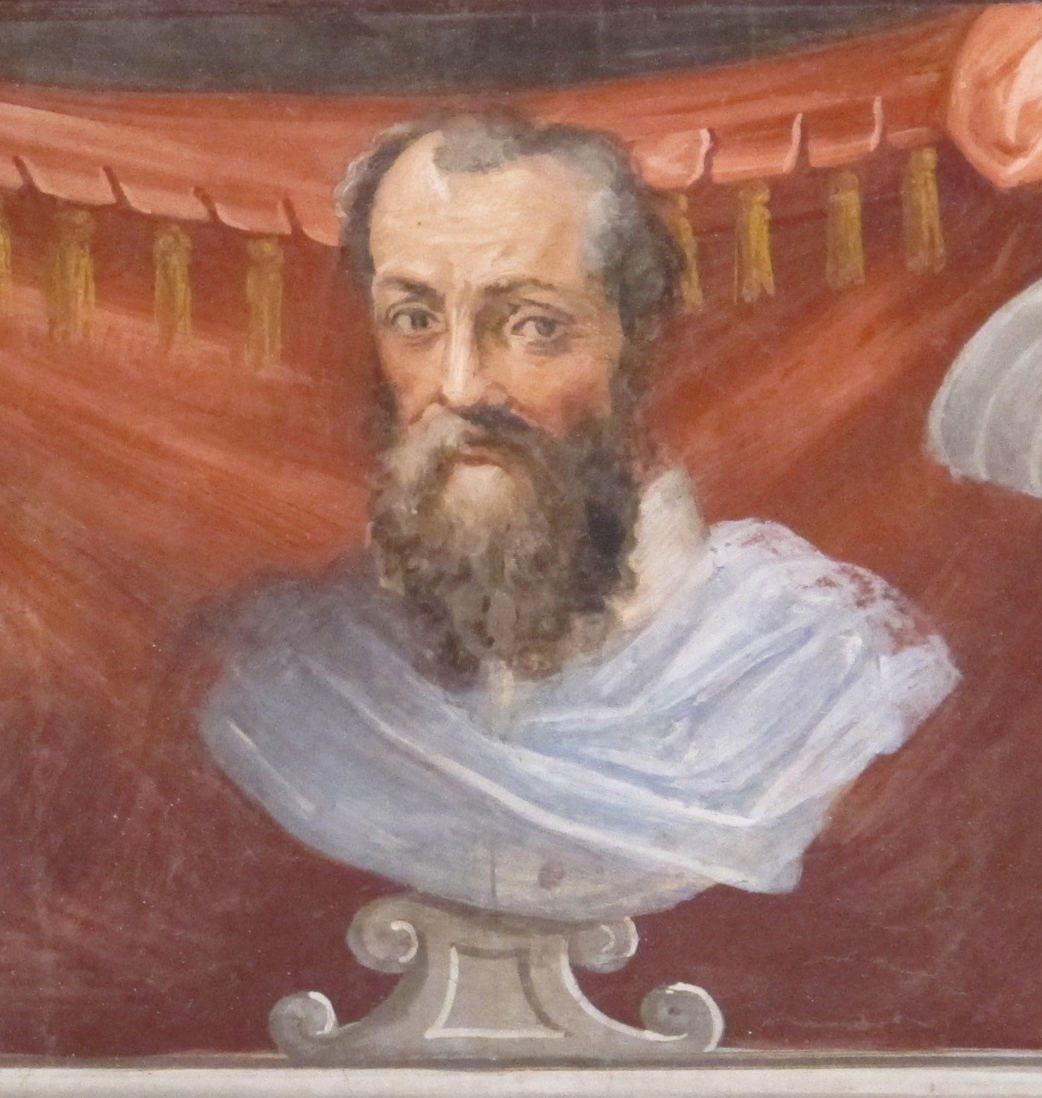
Giorgio Vasari

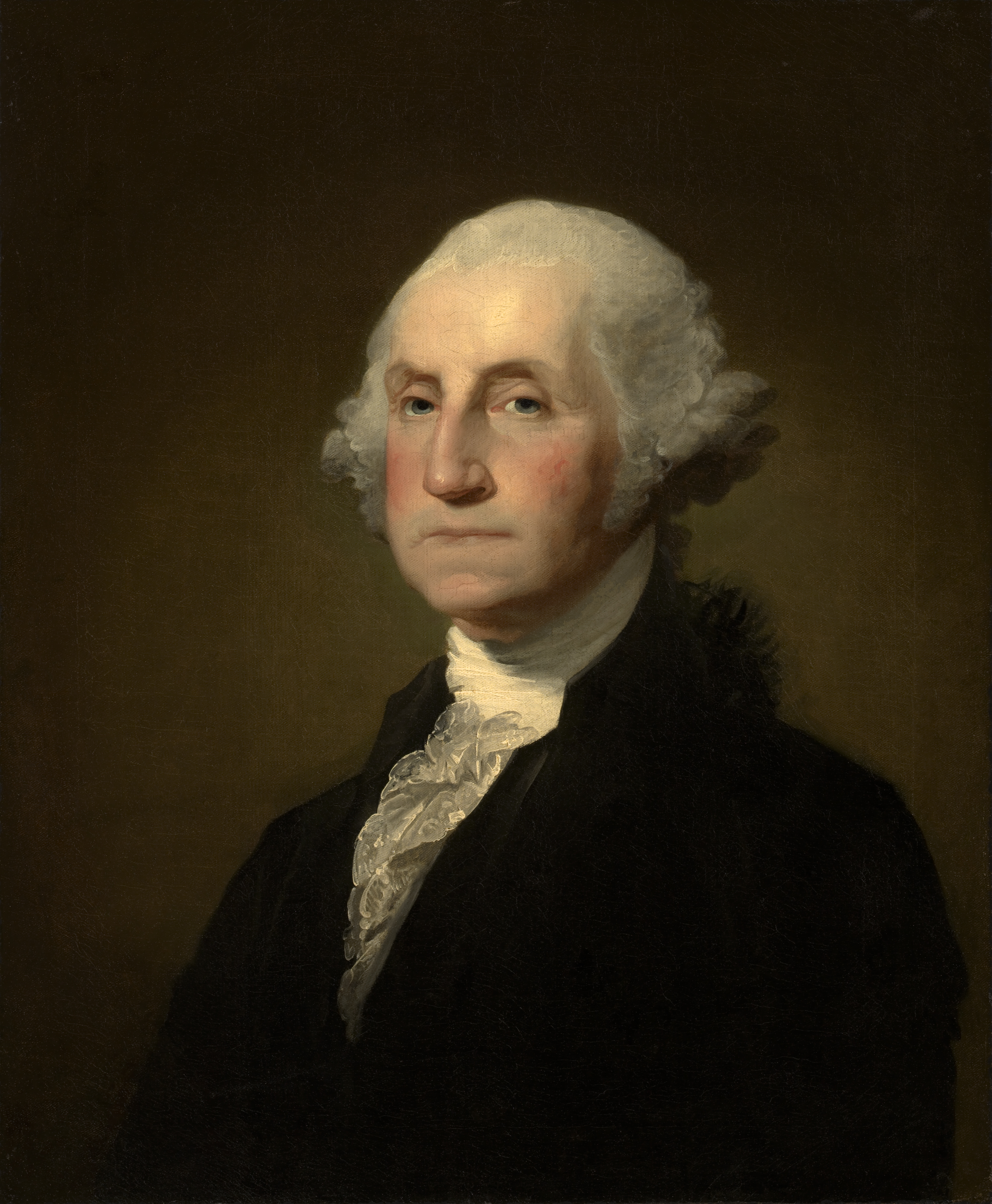
George Washington

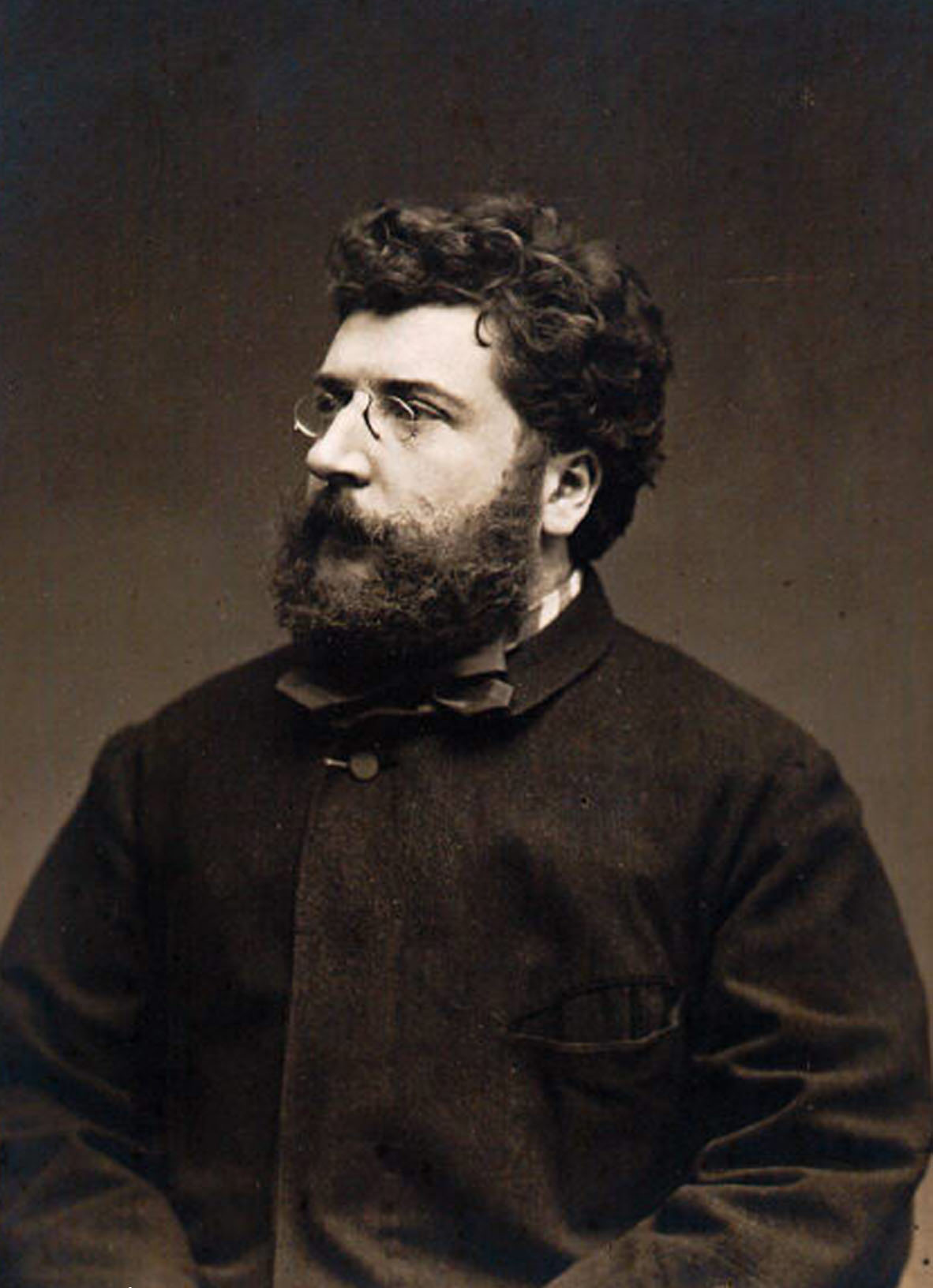
Georges Bizet

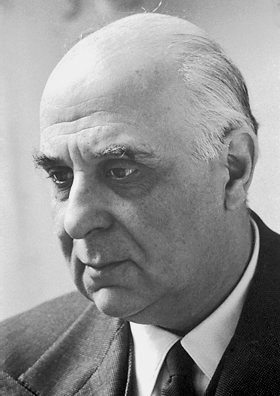
Giorgos Seferis

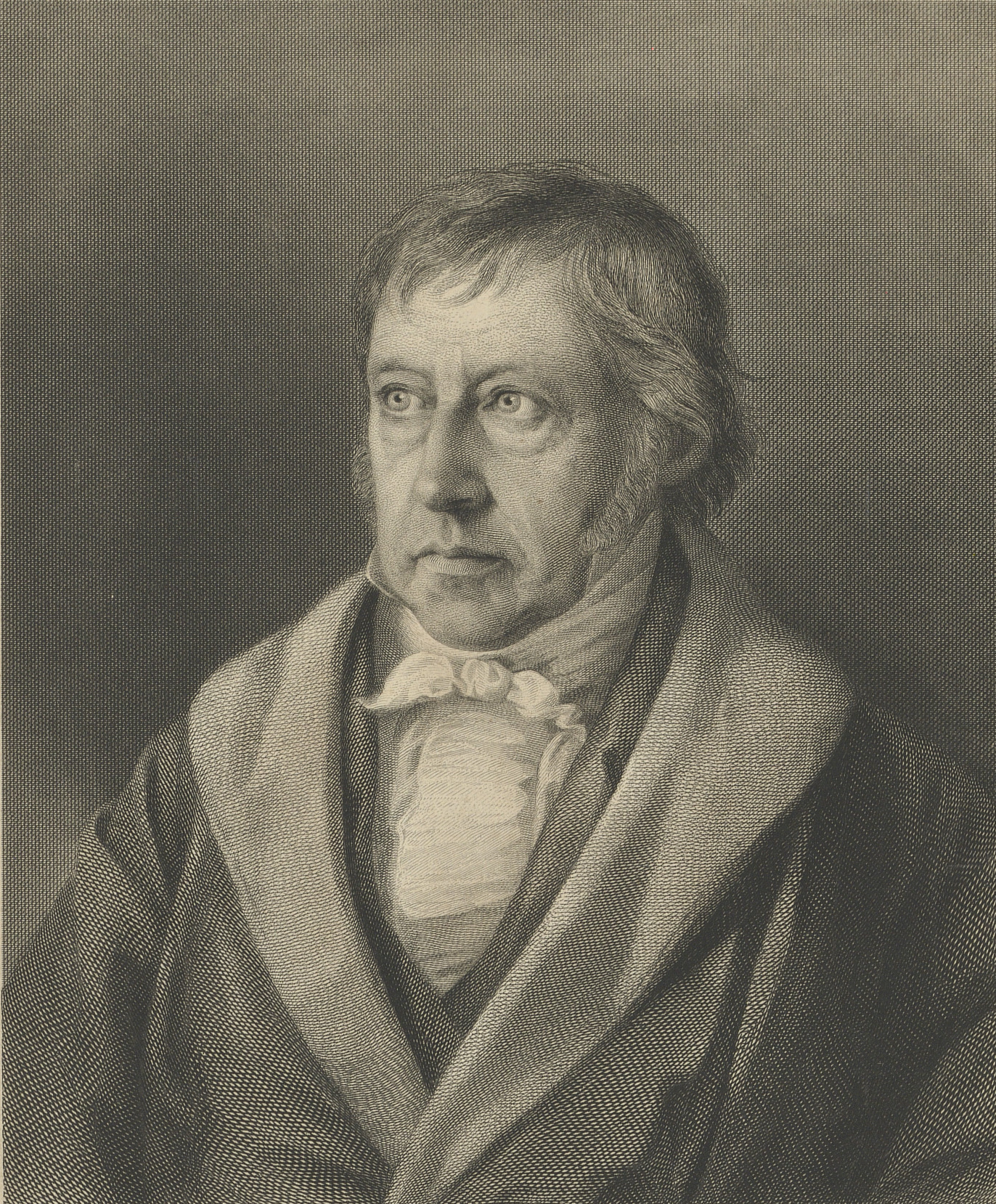
Georg Wilhelm Friedrich Hegel

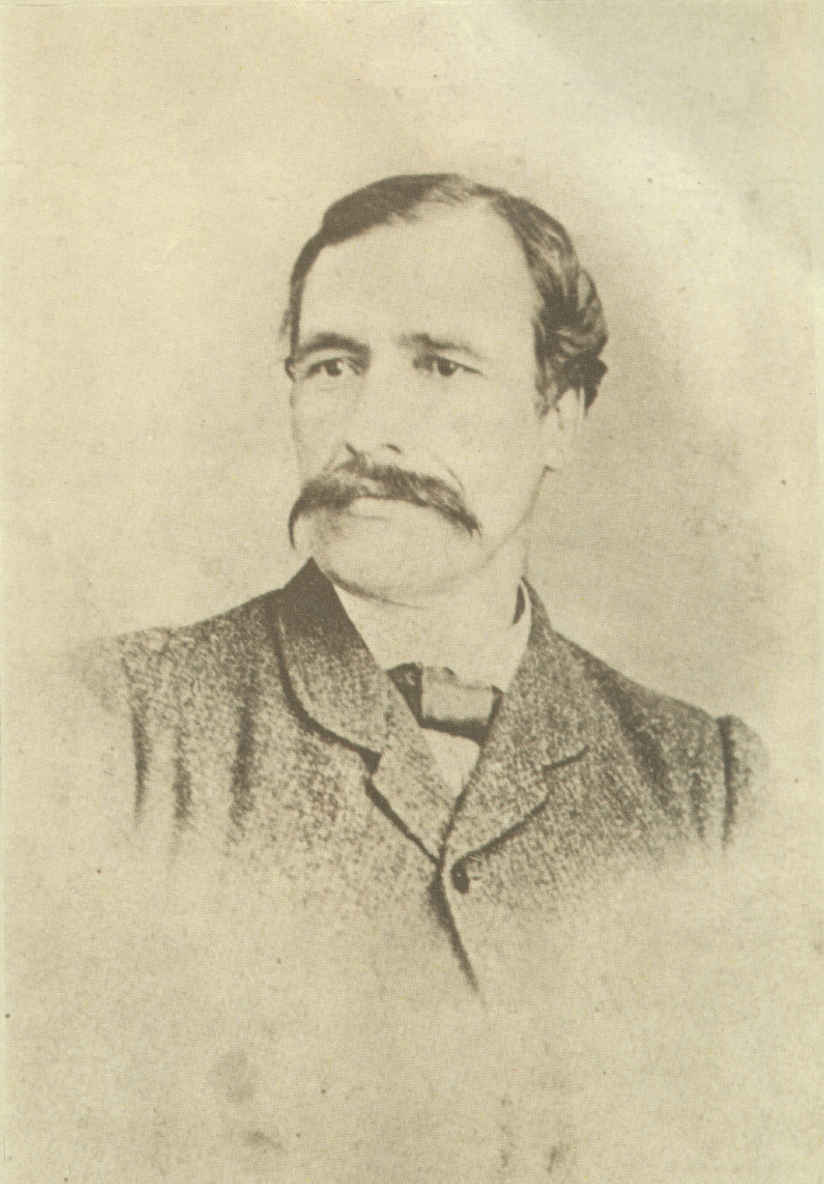
Georgi Rakovskij

- Giorgio Almirante, politico italiano
- Giorgio Armani, stilista e imprenditore italiano
- Giorgio de Chirico, pittore e scrittore italiano
- Giorgio Chiellini, calciatore italiano
- Giorgio Faletti, scrittore, attore, cantante e paroliere italiano
- Giorgio Gaber, cantautore, commediografo, regista teatrale e attore italiano
- Giorgio Napolitano, politico italiano
- Giorgio Panariello, comico, attore, regista e showman italiano
- Giorgio Perlasca, funzionario, filantropo e commerciante italiano
- Giorgio Vasari, pittore, architetto e storico dell'arte italiano

### Variante George
- George Berkeley, filosofo, teologo e vescovo irlandese
- George Best, calciatore britannico
- George H. W. Bush, politico statunitense
- George W. Bush, politico statunitense
- George Clooney, attore, regista, sceneggiatore e produttore cinematografico statunitense
- George Gershwin, compositore, pianista e direttore d'orchestra statunitense
- George Harrison, cantautore, polistrumentista, compositore e produttore britannico
- George Lucas, regista, sceneggiatore, produttore cinematografico e montatore statunitense
- George Orwell, giornalista, saggista, scrittore e attivista britannico
- George Washington, politico e militare statunitense

### Variante Georges
- Georges Bizet, compositore e pianista francese
- Georges Brassens, cantautore, poeta, scrittore e attore francese
- Georges Cuvier, biologo francese
- Georges Méliès, regista, illusionista e attore francese
- Georges Pompidou, politico francese
- Georges Seurat, pittore francese
- Georges Simenon, scrittore belga

### Variante Geōrgios
- Georgios Averof, imprenditore e filantropo greco
- Geōrgios Kaminīs, politico greco
- Georgios Kondylis, politico greco
- Geōrgios Papadopoulos, militare e politico greco
- Geōrgios Papandreou, politico greco

### Variante Giōrgos
- Giōrgos Alkaios, musicista greco
- Giōrgos Geōrgiadīs, calciatore e allenatore di calcio greco
- Giōrgos Karagkounīs, calciatore greco
- Giorgos Papakonstantinou, politico greco
- Giōrgos Samaras, calciatore greco
- Giorgos Seferis, poeta, saggista e diplomatico greco

### Variante Georg
- Georg Gänswein, arcivescovo cattolico tedesco
- Georg Friedrich Händel, compositore tedesco naturalizzato britannico
- Georg Wilhelm Friedrich Hegel, filosofo tedesco
- Georg Michaelis, politico tedesco
- Georg Ohm, fisico e matematico tedesco
- Georg Philipp Telemann, compositore e organista tedesco
- Georg von Frundsberg, condottiero tedesco

### Variante Giorgi
- Giorgi Latsabidze, pianista e compositore georgiano naturalizzato statunitense
- Giorgi Margvelashvili, politico georgiano
- Giorgi Shermadini, cestista georgiano
- Giorgi Ts'it'aishvili, calciatore georgiano

### Variante Georgi
- Georgi Asparuhov, calciatore bulgaro
- Georgi Damjanov, politico bulgaro
- Georgi Dimitrov, politico bulgaro
- Georgi Kasabov Milev, poeta, critico letterario e pittore bulgaro
- Georgi Părvanov, politico bulgaro
- Georgi Rakovskij, giornalista, poeta e rivoluzionario bulgaro
- Georgi Todorov, generale bulgaro

### Variante Georgij

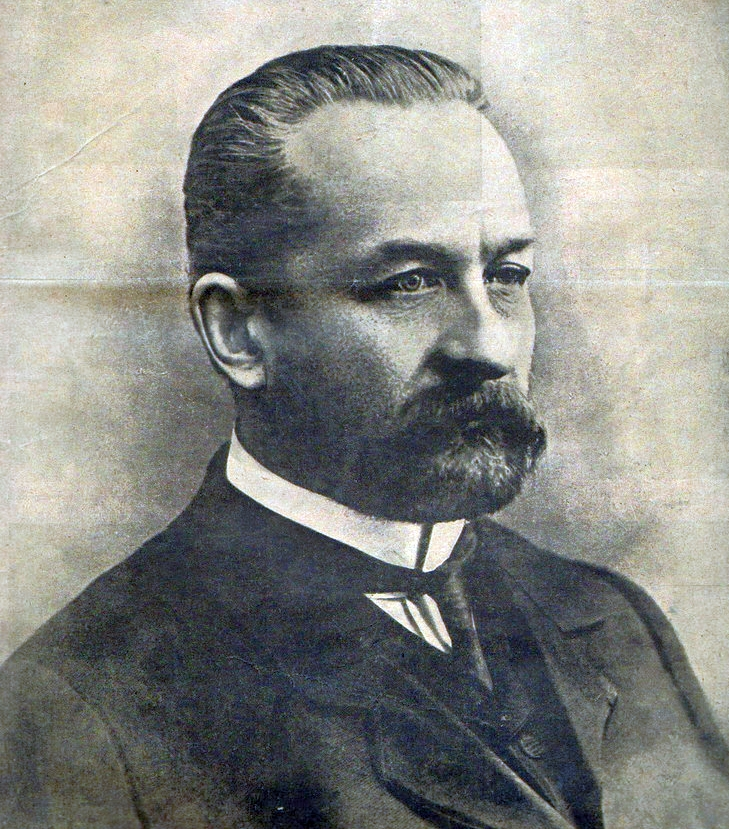
Georgij Evgen'evič L'vov

- Georgij Gapon, religioso e politico russo
- Georgij Ivanov, scrittore e poeta russo
- Georgij L'vov, politico russo
- Georgij Malenkov, politico sovietico
- Georgij Plechanov, filosofo e politico russo
- Georgij Voronoj, matematico russo
- Georgij Ušakov, esploratore e geografo russo
- Georgij Žukov, generale e politico sovietico

### Variante György

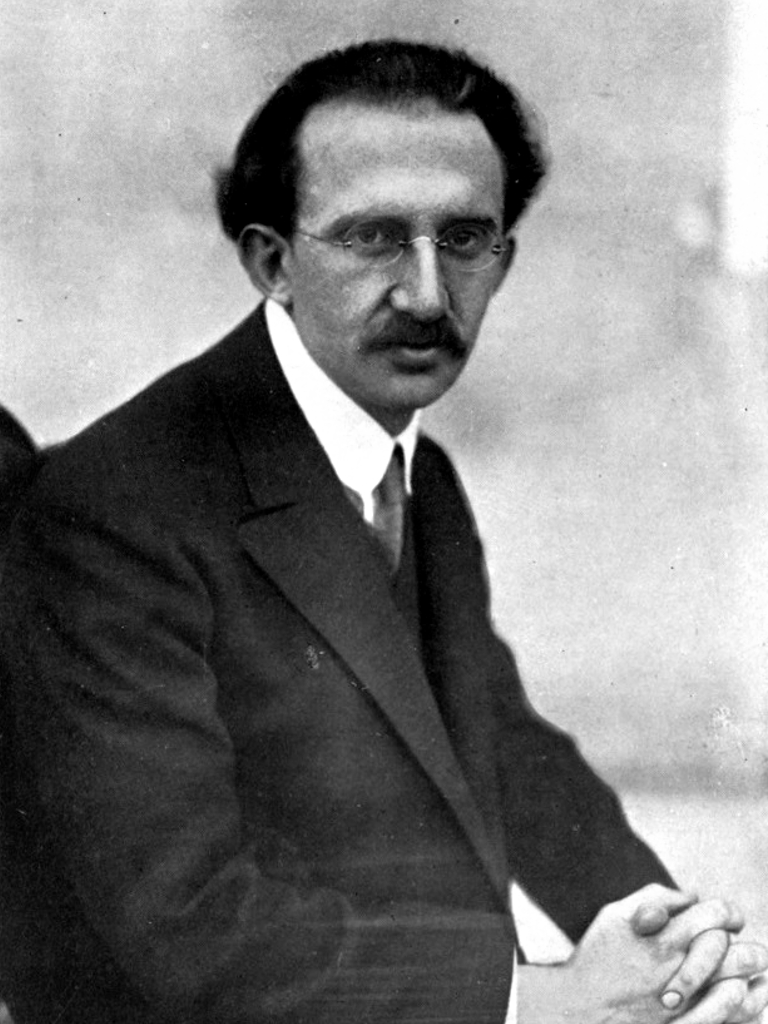
György Lukács

- György Bónis, giurista e storico ungherese
- György Carabelli, odontoiatra ungherese
- György Dózsa, condottiero ungherese
- György Haulík, cardinale ungherese
- György Klapka, patriota ungherese
- György Kurtág, compositore ungherese
- György Ligeti, compositore ungherese naturalizzato austriaco
- György Lukács, filosofo e critico letterario ungherese

### Variante Jorge
- Jorge Amado, scrittore brasiliano
- Jorge Arrate, politico cileno

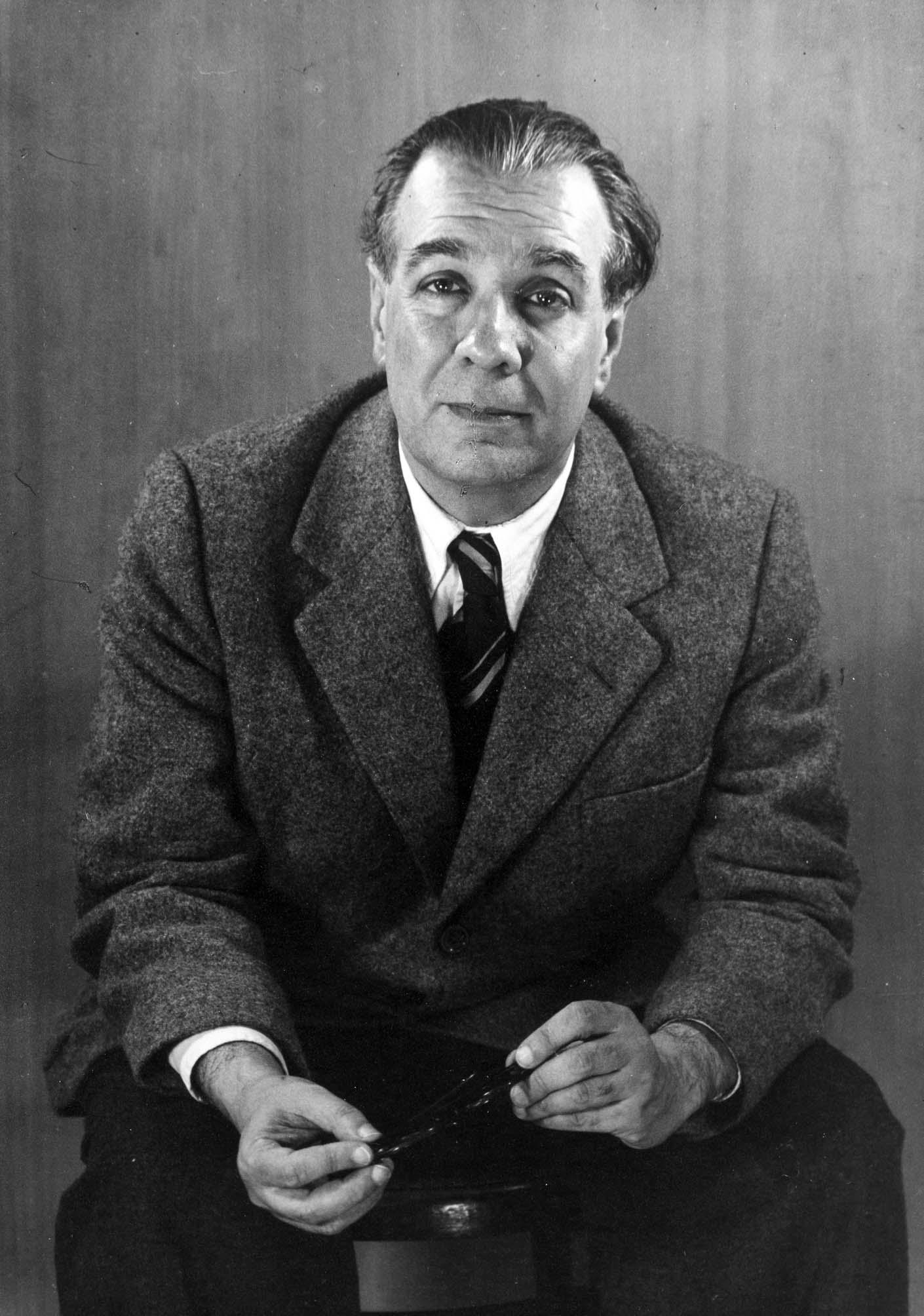
Jorge Luis Borges

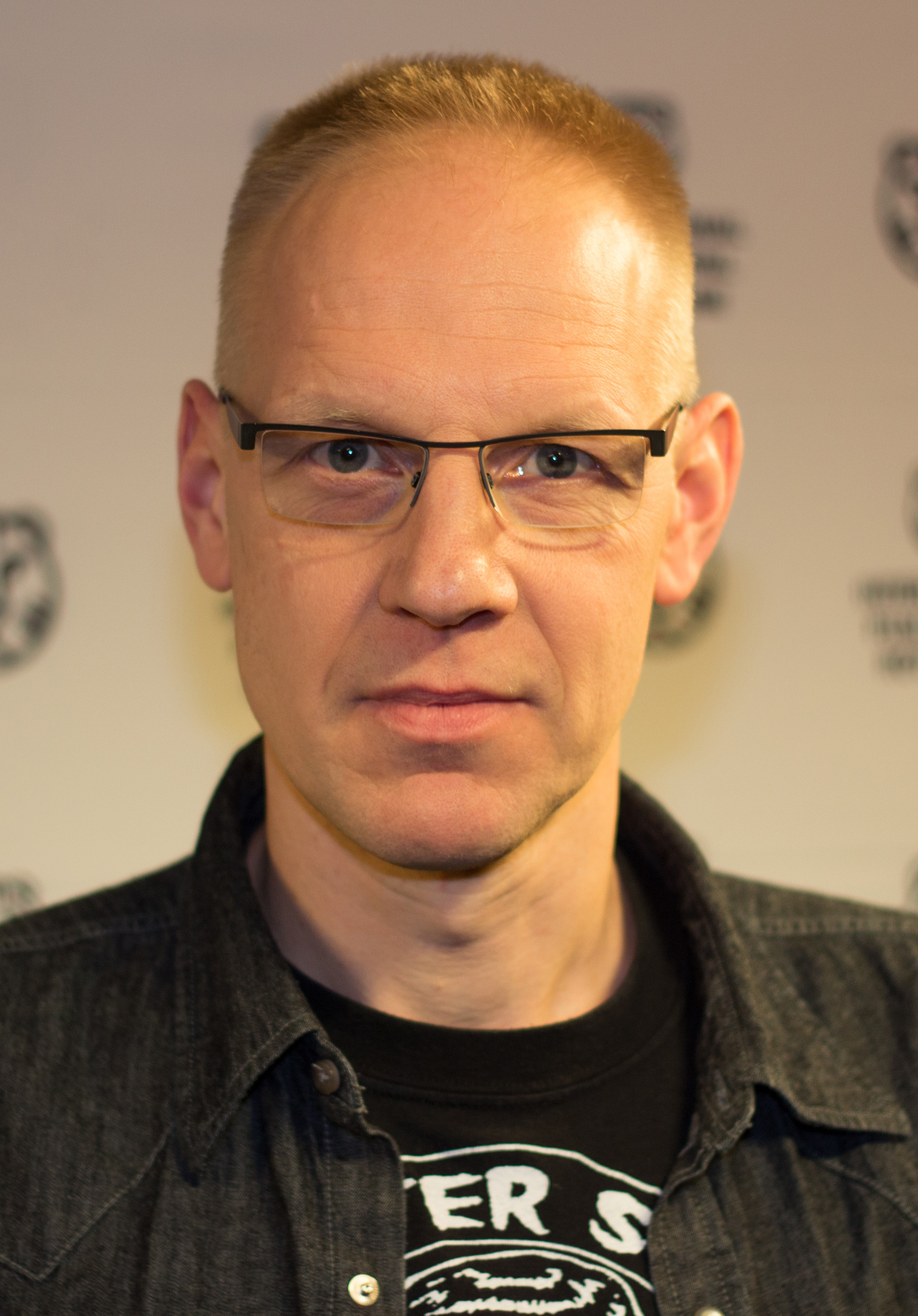
Jörg Buttgereit

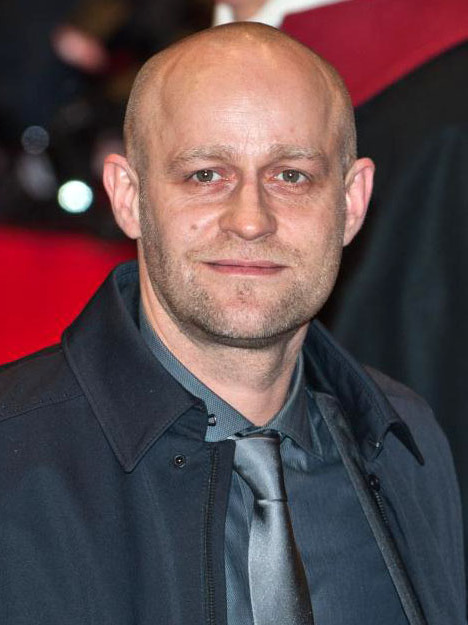
Jürgen Vogel

- Jorge Mario Bergoglio, divenuto papa con il nome di Francesco
- Jorge Luis Borges, scrittore, poeta, saggista, traduttore e docente universitario argentino
- Jorge Garcia, attore statunitense
- Jorge Lorenzo, pilota motociclistico spagnolo
- Jorge Rafael Videla, militare e dittatore argentino

### Variante Jörg
- Jörg Buttgereit, regista e sceneggiatore tedesco
- Jörg Demus, pianista e compositore austriaco
- Jörg Haider, politico austriaco
- Jörg Heinrich, calciatore tedesco
- Jörg Hengstler, attore e doppiatore tedesco
- Jörg Jaksche, ciclista su strada tedesco
- Jörg Michael, batterista tedesco

### Variante Jürgen

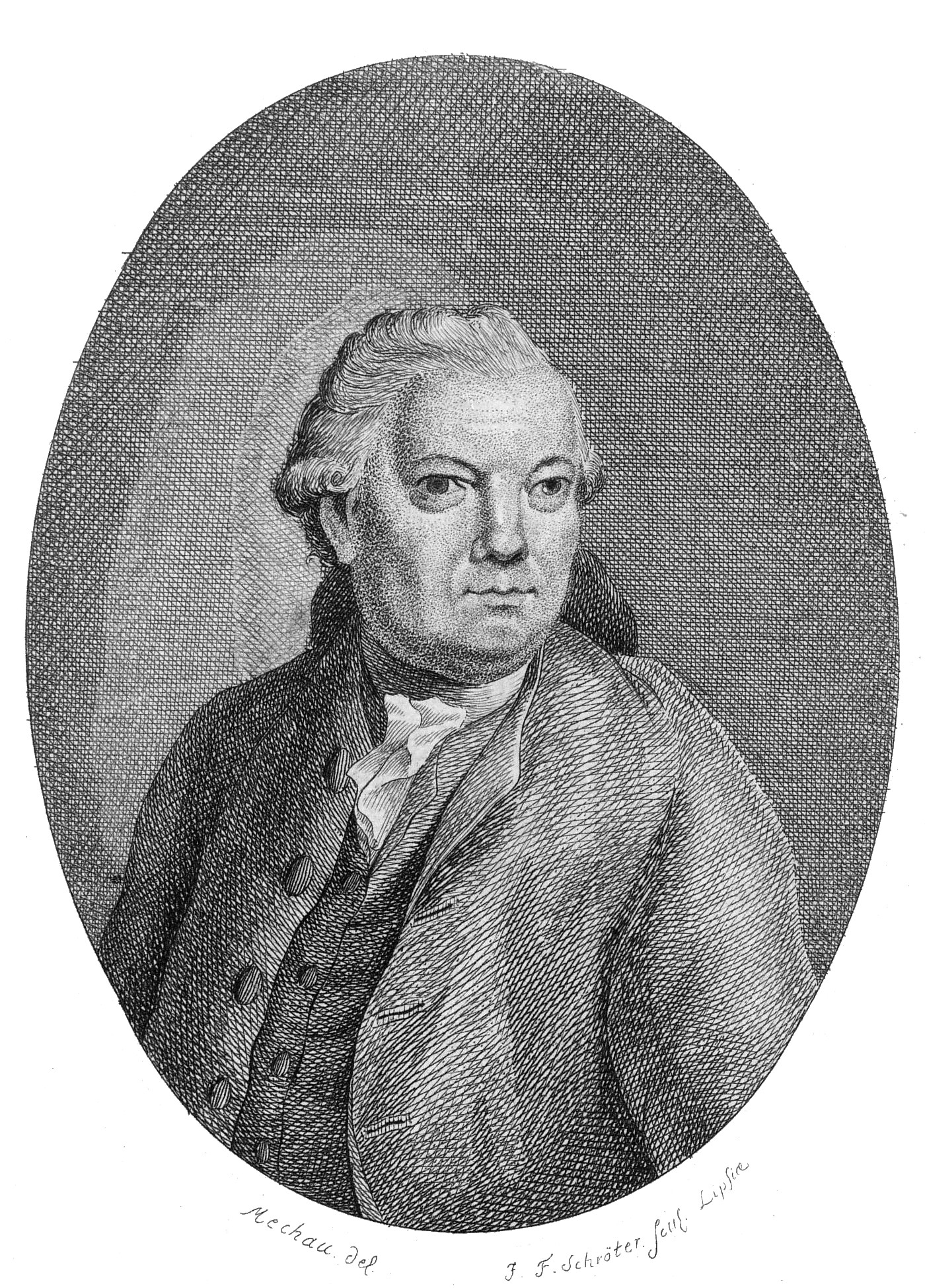
Jiří Antonín Benda

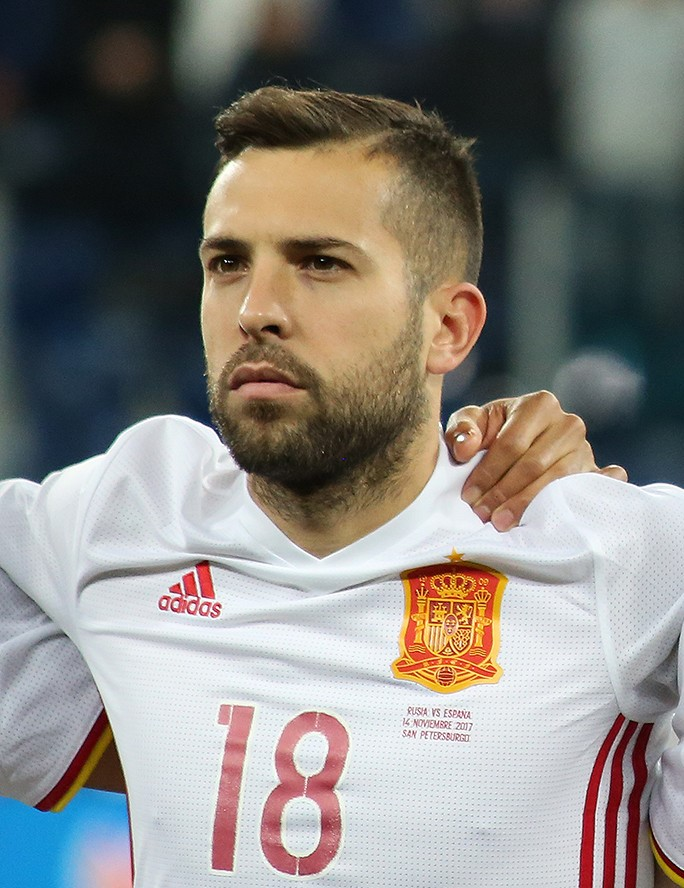
Jordi Alba

- Jürgen Habermas, filosofo, storico e sociologo tedesco
- Jürgen Klinsmann, calciatore e allenatore di calcio tedesco
- Jürgen Klopp, calciatore e allenatore di calcio tedesco
- Jürgen Kluckert, attore, doppiatore e conduttore radiofonico tedesco
- Jürgen Kohler, calciatore e allenatore di calcio tedesco
- Jürgen Roelandts, ciclista su strada belga
- Jürgen Vogel, attore tedesco

### Variante Jiří
- Jiří Antonín Benda, compositore e maestro di cappella ceco
- Jiří Chocholouš, compositore di scacchi boemo
- Jiří Dienstbier, giurista, avvocato e politico ceco
- Jiří Kolář, artista, poeta, scrittore e traduttore ceco
- Jiří Ignác Linek, compositore, insegnante e maestro di cappella ceco
- Jiří Mahen, scrittore ceco
- Jiří Menzel, regista ceco
- Jiří Růžek, fotografo ceco
- Jiří Schelinger, musicista cecoslovacco
- Jiří Wolker, poeta ceco

### Variante Jordi
- Jordi Alba, calciatore spagnolo
- Jordi Colomer, artista spagnolo
- Jordi Cruijff, dirigente sportivo, allenatore di calcio ed ex calciatore olandese
- Jordi Mas Castells, presbitero e missionario spagnolo
- Jordi Mollà, attore, regista e sceneggiatore spagnolo
- Jordi Pujol i Soley, politico spagnolo
- Jordi Savall, gambista, direttore d'orchestra, violoncellista e musicologo spagnolo

### Variante Jerzy
- Jerzy Buzek, accademico e politico polacco
- Jerzy Dudek, calciatore polacco
- Jerzy Grotowski, regista teatrale polacco
- Jerzy Janowicz, tennista polacco
- Jerzy Kukuczka, alpinista polacco
- Jerzy Kuryłowicz, linguista polacco.
- Jerzy Popiełuszko, presbitero polacco
- Jerzy Skolimowski, regista, sceneggiatore e attore polacco
- Jerzy Stuhr, attore e regista polacco

### Variante Juraj
- Juraj Collinásy, pittore slovacco
- Juraj Dobrila, vescovo cattolico croato
- Juraj Drašković, cardinale e arcivescovo cattolico croato
- Juraj Fándly, scrittore, presbitero, entomologo e storico slovacco
- Juraj Filas, compositore slovacco
- Juraj Gracin, storico della letteratura, traduttore, critico letterario e musicale croato
- Juraj Herz, regista slovacco
- Juraj Jánošík, eroe nazionale slovacco
- Juraj Jakubisko, regista e sceneggiatore slovacco
- Juraj Kucka, calciatore slovacco
- Juraj Neidhardt, architetto e urbanista jugoslavo
- Juraj Palkovič, poeta, docente, traduttore e giornalista slovacco
- Juraj Palkovič, presbitero e traduttore slovacco
- Juraj Papánek, storico e presbitero slovacco
- Juraj Slota, presbitero, poeta e giornalista slovacco
- Juraj Tóth, astronomo slovacco
- Juraj Tvrdý, presbitero e patriota slovacco
- Juraj Valčuha, direttore d'orchestra slovacco

## Il nome nelle arti
- Zorzetto è un personaggio della commedia di Carlo Goldoni Il campiello.
- George Darling é un personaggio nel romanzo e opera teatrale Peter e Wendy, nonostante in alcuni edizioni diventi Agenore.
- Giorgio Aurispa è il protagonista del romanzo di Gabriele D'Annunzio Trionfo della morte.
- Giorgio Forbicioni è un personaggio del film del 1988 Mignon è partita, diretto da Francesca Archibugi.
- Giorgio Germont è un personaggio de La traviata di Giuseppe Verdi.
- Georges Hautecourt è un personaggio del film di animazione Disney Gli Aristogatti.
- George Jefferson è il protagonista della sit-com I Jefferson.
- George Jetson è il protagonista della serie animata I pronipoti.
- Giorgio Mirelli è un personaggio del romanzo di Luigi Pirandello Quaderni di Serafino Gubbio operatore.
- George O'Malley è un personaggio della serie televisiva Grey's Anatomy.
- Giorgio Perozzi è un personaggio dei film Amici miei (1975) e Amici miei - Atto IIº (1982), entrambi diretti da Mario Monicelli.
- George Kasler è un personaggio del videogioco Metal Gear 2: Solid Snake.
- George Sears è il vero nome di Solidus Snake, un personaggio della serie di videogiochi Metal Gear.
- George Weasley è un personaggio della serie di romanzi e film Harry Potter, creata da J. K. Rowling.
- George è il personaggio principale (una scimmietta) di Curioso come George.
- Giorgio Poveracci è un personaggio della serie televisiva Mario.